# 大野町駅
大野町駅（おおのまちえき）は、愛知県常滑市大野町にある名鉄常滑線の駅である。駅番号はTA17。

## 歴史
- 1912年（明治45年）2月18日 - 愛知電気鉄道が大野駅として開業。伝馬町 - 当駅間開業時の終着駅となる。
- 1913年（大正2年）以前[2] - 大野町駅に改称[注釈 1]。
- 1913年3月29日 - 当駅 - 常滑駅間延伸開業によって途中駅となる。
- 1935年（昭和10年）8月1日 - 名岐鉄道への合併により名古屋鉄道が発足したため、同社の駅となる。
- 1962年（昭和37年）度 - 貨物営業廃止[3]。
- 1980年（昭和55年）4月13日 - 駅舎改築[4]。
- 2005年（平成17年）
  - 1月15日 - トランパス対応化工事竣工。駅集中管理システム導入に伴い無人化[5]。
  - 1月29日 - これまでは時間帯によって特急が停車[注釈 2]していたが、快速急行停車駅に変更[6]。また当駅折り返し列車も消滅。
- 2008年（平成20年）12月27日 - 全車一般車特急（当駅通過）が快速急行に変更されたため、急行停車駅に格下げ。但し当駅における停車本数は従来と変わらない。
- 2011年（平成23年）2月11日 - ICカード乗車券「manaca」供用開始。
- 2012年（平成24年）2月29日 - トランパス供用終了。

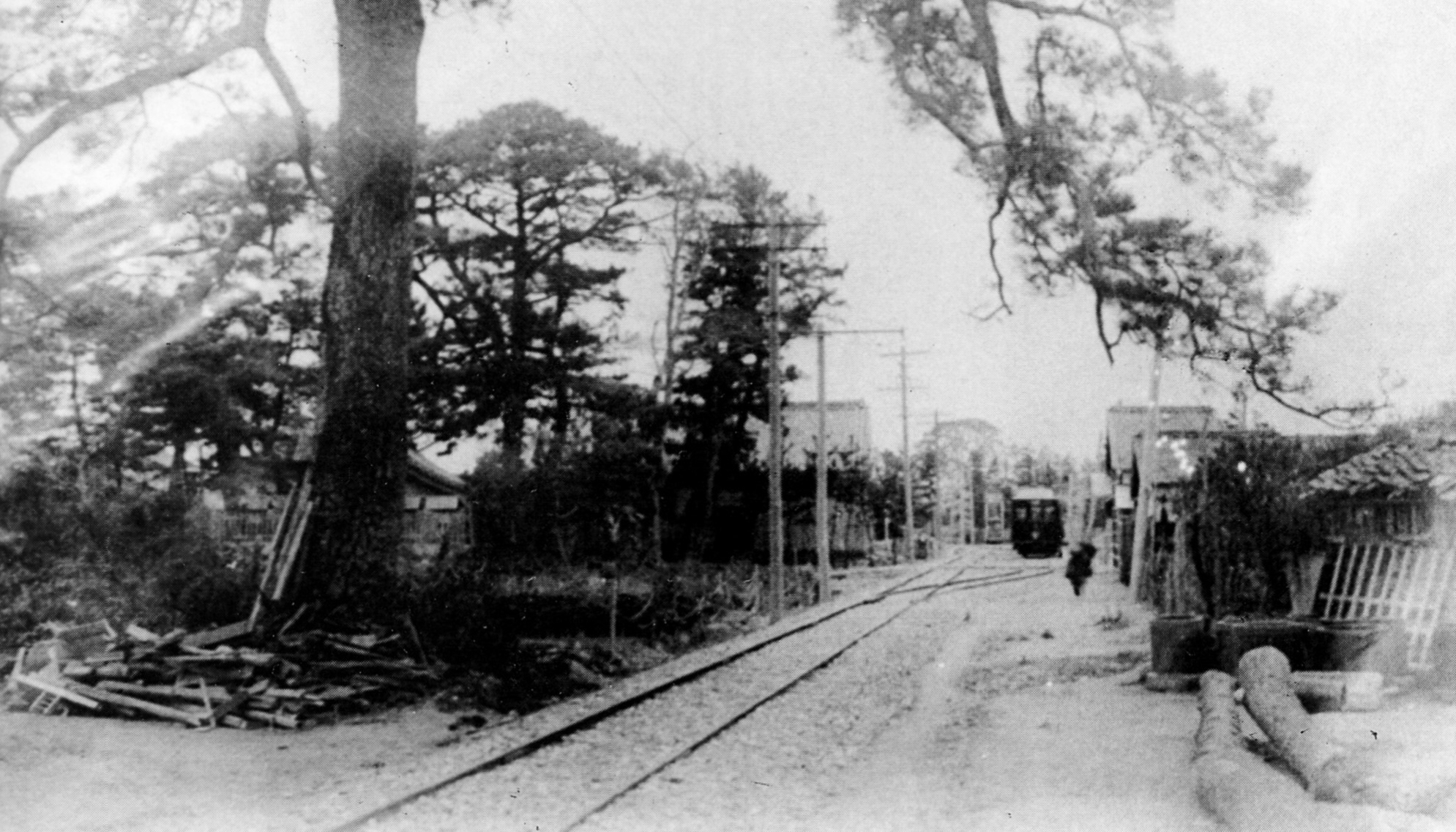
愛電時代の大野町駅（大正時代）

## 駅構造
相対式ホーム2面2線の地上駅。ホーム有効長は6両分。
| 番線 | 路線      | 方向 | 行先                         |
| ---- | --------- | ---- | ---------------------------- |
| 1    | TA 常滑線 | 下り | 中部国際空港方面             |
| 2    | TA 常滑線 | 上り | 太田川・金山・名鉄名古屋方面 |

改札口は名古屋方面ホームに1か所ある。空港方面ホームへは跨線橋でつながっている。エレベーターはなく、空港方面ホームにはスロープもないため車椅子で空港方面へ向かう場合はいったん名古屋方面へ行ってから折り返し乗車となる。
駅集中管理システム（管理駅は常滑駅）導入済みの無人駅で、自動券売機・改札機・精算機を備えている。大野祭りなどのイベントが開催される際には臨時に駅員が配置される。
かつては太田川方面に渡り線があった。また当駅で名古屋方面へ折り返す列車も存在したが、現在は渡り線が撤去されているため当駅での折り返しはできない。そのほか朝に常滑方面、夜に名古屋方面へ向かう特急が特別停車していた。

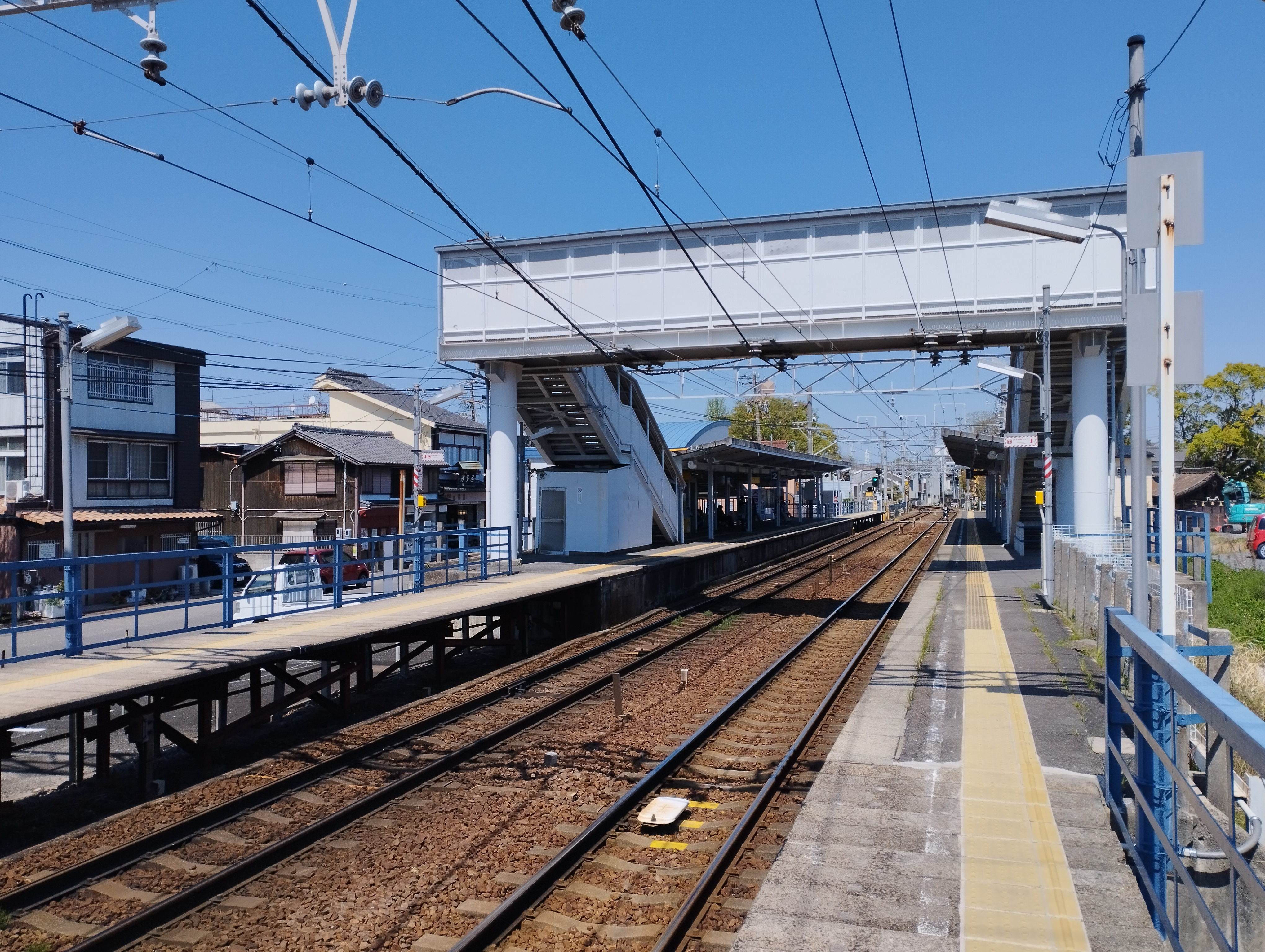
ホームと跨線橋
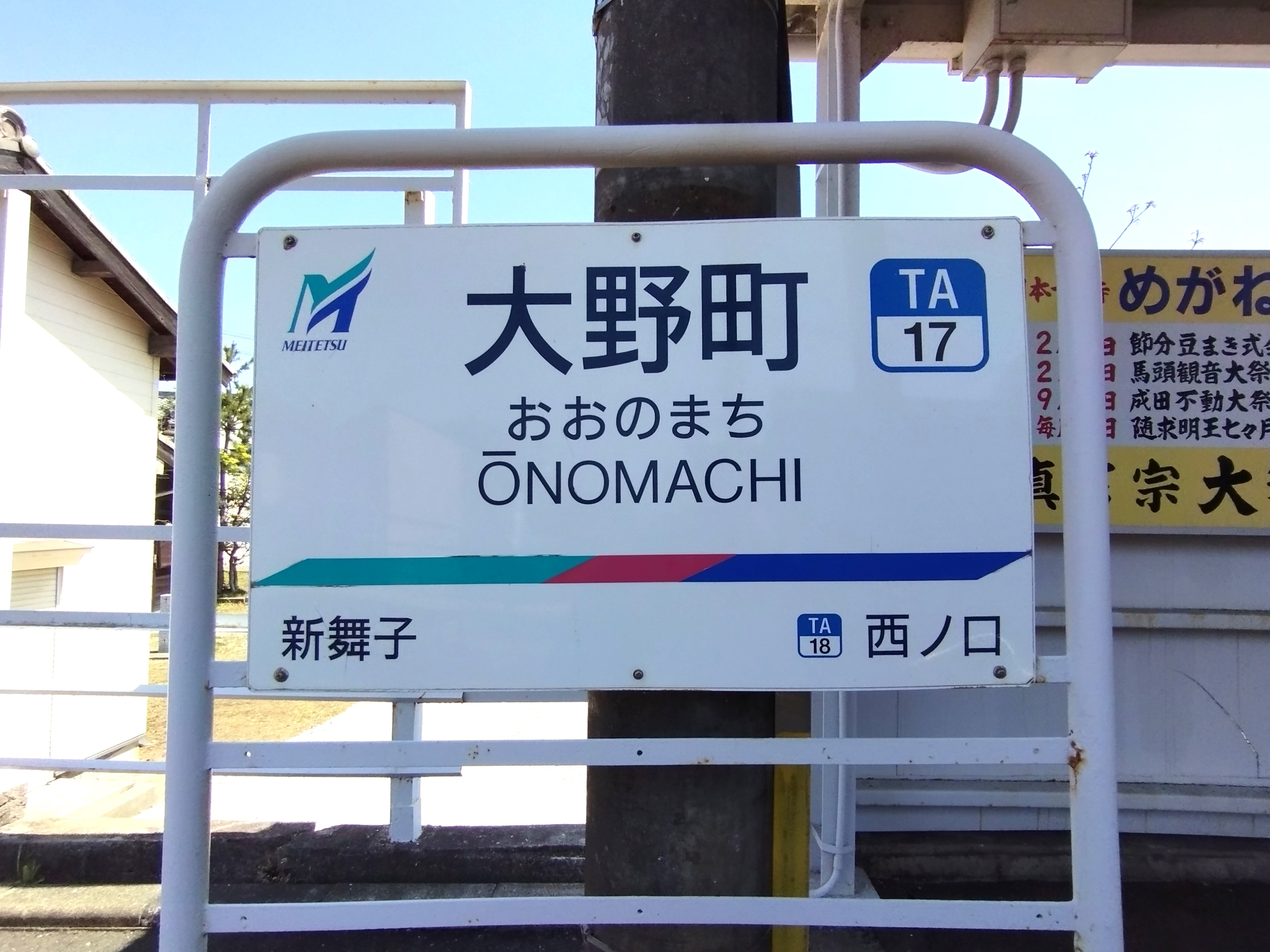
駅名標

### 配線図
| ← 太田川・ 名古屋方面 | 大野町駅 構内配線略図 | → 常滑・ 中部国際空港方面 |
| 凡例 出典:            |                       |                           |

## 利用状況
- 『名鉄120年：近20年のあゆみ』によると2013年度当時の1日平均乗降人員は2,581人であり、この値は名鉄全駅（275駅）中163位、常滑線・空港線・築港線（26駅）中18位であった[12]。
- 『名古屋鉄道百年史』によると1992年度当時の1日平均乗降人員は5,093人であり、この値は岐阜市内線均一運賃区間内各駅（岐阜市内線・田神線・美濃町線徹明町駅 - 琴塚駅間）を除く名鉄全駅（342駅）中92位、常滑線・築港線（24駅）中13位であった[13]。

「とこなめの統計」によると、当駅の一日平均乗降客数は以下の通り推移している。
| 年度               | 1日平均 乗降人員 |
| ------------------ | ---------------- |
| 2002年（平成14年） | 3,063            |
| 2003年（平成15年） | 3,009            |
| 2004年（平成16年） | 3,036            |
| 2005年（平成17年） | 3,119            |
| 2006年（平成18年） | 3,066            |
| 2007年（平成19年） | 3,119            |
| 2008年（平成20年） | 3,001            |
| 2009年（平成21年） | 2,890            |
| 2010年（平成22年） | 2,827            |
| 2011年（平成23年） | 2,705            |
| 2012年（平成24年） | 2,519            |
| 2013年（平成25年） | 2,581            |
| 2014年（平成26年） | 2,472            |
| 2015年（平成27年） | 2,454            |
| 2016年（平成28年） | 2,421            |

かつては大野海水浴場への観光客などの利用者で賑わったが、近年は減少傾向である。

## 駅周辺

### 主な施設
- 斉年寺 - 曹洞宗の寺院。佐治氏の菩提寺。雪舟筆の国宝『慧可断臂図』を所蔵。
- 海音寺 - 臨済宗妙心寺派の寺院。
- 東龍寺 - 浄土宗西山深草派の寺院。四国直伝弘法八十八ヶ所霊場第73番。桶狭間の戦いや本能寺の変の際に徳川家康をかくまったとされる。
- 大野海水浴場 - 世界最古とされることがある海水浴場。
- 尾張大野郵便局
- 大野漁港
- 矢田川 - 二級河川。

### 路線バス
- 常滑市北部バス「大野駅前」停

## 隣の駅
名古屋鉄道
TA 常滑線
□ミュースカイ・■特急・□快速急行
通過
■急行
新舞子駅 (TA16) - 大野町駅 (TA17) - （一部西ノ口駅 (TA18)） - 常滑駅 (TA22)
■準急
新舞子駅 (TA16) - 大野町駅 (TA17) - 常滑駅 (TA22)
■普通
新舞子駅 (TA16) - 大野町駅 (TA17) - 西ノ口駅 (TA18)